# Salitral (Sullana)
Salitral es una ciudad menor peruana, capital del distrito de Salitral, perteneciente a la provincia de Sullana, ubicada en el departamento de Piura, Perú. Tenía una población de 5 784 habitantes en el 2017.

## Historia
En 1940, Salitral era ya un caserío bien demarcado y dependía de la jurisdicción de Querecotillo. En 1941 se conforma un Comité pro-distrito de Salitral y en 1943 Don Simón Zapata Albán es nombrado presidente de este comité. En 1946 el diputado por Sullana, Don Felipe García Figallo presenta en el Congreso el proyecto de ley para la creación del distrito de Salitral y es así como el 19 de junio de 1946 se promulga el Decreto Ley Nº 10617, mediante el cual se crea el distrito de Salitral, mandato legal que fuera rubricado por el entonces presidente constitucional de la República, José Luis Bustamante y Rivero.

## Geografía

### Ubicación
Se encuentra ubicado a la margen derecha del rio Chira, al noroeste de la capital provincial, entre los distritos de Querecotillo y Marcavelica. Su altitud media es de 60 m.s.n.m. Ocupa una superficie de 28,27 km². 

### Caseríos
1. Miraflores
2. Cabo Verde
3. Pedrera
Comprendida por Cuatro Sectores las cuales son:
  1. Barrio Norte
    1. Barrio 6 de abril

  2. Barrio Sur
  3. Barrio Buenos Aires
  4. Barrio 31 De Mayo

## Hitos urbanos
Las principales calles de Salitral son:
- Calle Sullana
- Calle Bolívar
- Calle Grau
- Calle Sucre
- Calle Bolognesi
- Calle San Martín
- Calle Libertad
- Calle Tacna
- Calle Alfonso Ugarte

## Asociaciones Deportivas
Sus principales asociaciones de Fútbol Son:
- Fútbol Club Barcelona
- Real Madrid Club de Fútbol
- Club Deportivo San Luis
- Club Unión Deportiva Salitral
- Club Deportivo Barrio Sur
- Club Deportivo San Martín
- Club Deportivo Cabo Verde
- Club Unión Deportiva Miraflores

## Educación
El principal centro educativo primario es el C.E. Nº14875 y el secundario es el C.E. “19 de Junio”, considerado el “Alma mater”, creado por R.M. Nº959 del 13 de julio de 1966. 
Otros colegios son :
- C.E. 14876
- C.E. 14877
- C.E. 14878
- C.I. 508
- I.E.P. “Nuestra Sra. de Fátima”.

## Política
- Su alcalde es Edgardo Rosas Gonzaga Ramírez.

## Festividades
- Junio: Aniversario